# Thruxton Circuit
Der Thruxton Circuit ist eine Rennstrecke in der Nähe des Dorfes Thruxton in Hampshire, England, etwa 45 km nördlich von Southampton. Der Circuit gilt mit möglichen Topspeeds von bis zur 300 km/h als eine der schnellsten Rennstrecken Englands und beherbergt das Hauptquartier des British Automobile Racing Clubs.

## Geschichte

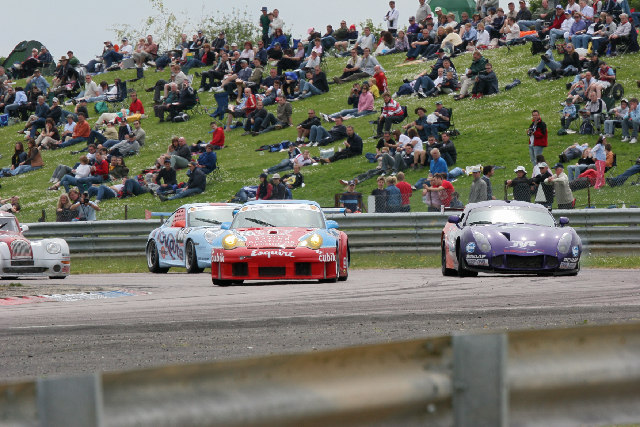
GT-Rennen in Thruxton 2007

Die ersten Veranstaltungen auf dem Gelände des 1941 eingerichteten RAF Thruxton Airfields fanden zu Beginn der 50er Jahre statt. Das erste Motorrad-Rennen, das vom Southampton and District Motorcycle Club organisiert wurde, fand im April 1950 auf einer vorläufigen Strecke statt, die aus den Start- und Landebahnen und der umliegenden Rollbahn gebildet wurde. Dieser erste Kurs war 1,89 Meilen oder 3,042 km lang. Das erste Autorennen wurde am 4. August 1952 durchgeführt.
Ab 1953 wurde ein auf 4,437 km (2,757 Meilen) verlängerter Kurs benutzt der nur noch 2 der 3 ehemaligen Start und Landebahnen benutzte. Ab 1955 wurde die Start-Ziellinie von einer der Startbahnen auf die umliegende Rollbahn verlegt. Der Streckenbelag verschliss in den kommenden Jahren zusehends, so dass die Austragung von Autorennen zu einem Ende kam und nur noch Motorrad-Veranstaltungen stattfanden. 1964 wurde dieses Layout letztmals benutzt.
Nach der aus Sicherheitsgründen 1966 erfolgten Schließung des Goodwood Circuits für aktuelle Rennveranstaltungen suchte der BARC eine neue Austragungstrecke. Thruxton bot eine Alternative und so entstand 1968 die heute noch benutzte Streckenführung, die nun komplett die ehemalige Perimeter-Rollbahn des alten Flugplatzes benutzte. Eine neue Boxengasse wurde am südwestlichen Ende des Kurses gebaut und die Geschwindigkeit an deren Eingang durch eine zusätzlich installierte Schikane eingebremst.

## Veranstaltungen
Der Kurs ist seit 1968 fester Bestandteil der British Touring Car Championship die incl. ihrer Vorgängermeisterschaft (British Saloon Car Championship) dort insgesamt 84 Läufe in 57 Jahren austrug (Stand 2024). Daneben starteten u. a.:
- Britische GT-Meisterschaft
- British Superbike Championship
- Thruxton 500